# Фехтование на летней Универсиаде 1967
Результаты турнира по фехтованию на летней Универсиаде 1967, проходившей в Токио, Япония.

## Медалисты

### Мужчины
| Индивидуально | Индивидуально             | Индивидуально            | Индивидуально               |
| Вид           | Золото                    | Серебро                  | Бронза                      |
| ------------- | ------------------------- | ------------------------ | --------------------------- |
| Рапира        | Арканджело Пинелли Италия | Даниэль Ревеню Франция   | Никола Граньери Италия      |
| Шпага         | Денис Чамей Швейцария     | Никола Граньери Италия   | Роланд Лозерт Австрия       |
| Сабля         | Бернард Валле Франция     | Чезаре Сальвадори Италия | Марио Туллио Монтано Италия |
| Команда       |                           |                          |                             |
| Вид           | Золото                    | Серебро                  | Бронза                      |
| Рапира        | Япония                    | Италия                   | Франция                     |
| Шпага         | Швейцария                 | Швеция                   | Япония                      |
| Сабля         | Италия                    | Япония                   | Франция                     |

### Женщины
| Вид    | Золото               | Серебро             | Бронза                |
| ------ | -------------------- | ------------------- | --------------------- |
| Рапира | Черстин Пальм Швеция | Аник Левель Франция | Колетт Ревеню Франция |